# Českolipsko - Dokeské pískovce a mokřady
Českolipsko - Dokeské pískovce a mokřady este o arie protejată (arie de protecție specială avifaunistică — SPA) din Republica Cehă întinsă pe o suprafață de 9.408,76 ha, integral pe uscat.

## Localizare
Centrul sitului Českolipsko - Dokeské pískovce a mokřady este situat la coordonatele 50°35′34″N 14°43′50″E / 50.592778°N 14.730556°E.

## Înființare
Situl Českolipsko - Dokeské pískovce a mokřady a fost declarat arie de protecție specială avifaunistică în decembrie 2004 pentru a proteja 5 specii de animale.

## Biodiversitate
Situată în ecoregiunea continentală, aria protejată nu include niciun habitat protejat.
La baza desemnării sitului se află mai multe specii protejate de  păsări (5): caprimulg (Caprimulgus europaeus), erete de stuf (Circus aeruginosus), cocor (Grus grus), ciocârlie de pădure (Lullula arborea), gușă albastră (Luscinia svecica).